# Viola palustris subsp. palustris
Viola palustris subsp. palustris é uma subespécie de planta com flor pertencente à família Violaceae. 
A autoridade científica da subespécie é L., tendo sido publicada em Sp. Pl. 934 (1753).

## Portugal
Trata-se de uma subespécie presente no território português, nomeadamente em Portugal Continental e no Arquipélago dos Açores.
Em termos de naturalidade é nativa das duas regiões atrás indicadas.

## Protecção
Não se encontra protegida por legislação portuguesa ou da Comunidade Europeia.